# Carabella banksi
Carabella banksi är en spindelart som beskrevs av Arthur M. Chickering 1946. Carabella banksi ingår i släktet Carabella och familjen hoppspindlar. Inga underarter finns listade.